# Zniknięcie młodego lorda
Zniknięcie młodego lorda (ang. The Adventure of the Priory School) – opowiadanie Arthura Conana Doyle’a o detektywie Sherlocku Holmesie, opublikowane po raz pierwszy w czasopiśmie „Collier’s Weekly” w styczniu 1904 r. (ilustracje Frederic Dorr Steele), następnie w lutym 1904 r. w „The Strand Magazine” (ilustracje Sidney Paget), przedrukowane w tomie Powrót Sherlocka Holmesa w marcu 1905 r. Inne tytuły polskich przekładów to: Szkoła klasztorna i Ezaw i Jakub.
Z elitarnej szkoły ucieka syn księcia Holdernesse. Wiadomo, że chłopiec tęskni za matką (książę i jego żona są w separacji), zaś w przeddzień ucieczki otrzymał od ojca list, który zabrał ze sobą. Równocześnie zaginął jeden z wykładowców nazwiskiem Heidegger. Sądząc po tym co znaleziono w ich pokojach, mały lord wyszedł całkowicie ubrany, natomiast nauczyciel tylko częściowo, zabrał też rower. Brak danych by coś ich łączyło, poza tym, że opuścili budynek tej samej nocy. Książę zapewnia, że w liście nie było niczego, co mogłoby sprowokować ucieczkę.
Holmes ustala, że kierunki na wschód, zachód i południe od szkoły można wykluczyć, pozostaje wrzosowisko, za którym jest zamek księcia. Na wrzosowisku detektyw z doktorem natrafiają na dwa różne ślady opon rowerowych. Drugi jest właściwy, co Holmes poznaje po charakterystycznym wzorku. Prócz tego widać jedynie ślady krów. Podążając tym tropem znajdują ciało Heideggera. Nauczyciel zginął od potężnego ciosu w głowę.
Po wysłaniu wieści o tragicznym odkryciu, przyjaciele zatrzymują się w pobliskiej gospodzie. Detektyw zauważa, iż ślady krów miały zmylić pogoń. Dwa konie w stajni mają stare podkowy, lecz nowe hufnale. Na widok tych poszukiwań karczmarz wpada we wściekłość, jakby miał coś do ukrycia. Holmes dochodzi do wniosku, że chłopiec został porwany, zagadką pozostaje motyw, bowiem nie było żądania okupu.
Ekranizacje:
- 1921 – Holmes – Eille Norwood, Watson – Hubert Willis[1]
- 1986 – Holmes – Jeremy Brett, Watson – Edward Hardwicke. W filmie przestawiono kolejność wydarzeń i zmieniono zakończenie[2].